# Беньковський Борис Федорович
Бори́с Фе́дорович Бенько́вський (31 січня 1920, село Богуславка, тепер у складі смт Велика Михайлівка Роздільнянського району Одеської області — ?) — український радянський діяч, секретар Херсонського обласного комітету КПУ, ректор Херсонського сільськогосподарського інституту. Кандидат економічних наук (1967), доцент.

## Біографія
На початку 1930-х років переїхав із батьками до Херсона, закінчив середню школу. Працював робітником у місті Сталіно (Донецьку).
З травня 1939 року — на військово-морському флоті СРСР, учасник німецько-радянської війни з 1941 року. Служив у 48-му окремому батальйоні Керч-Кавказького укріпленого району, був командиром відділення загону особливого призначення Новоросійської військово-морської бази Чорноморського флоту, помічником командира взводу і парторгом кулеметної роти у 393-му Новоросійському окремому батальйоні морської піхоти Чорноморського флоту. Учасник боїв за міста Новоросійськ, Керч, Севастополь, Варна, Бургас.
Член ВКП(б) з 1942 року.
У 1950 році закінчив Херсонський сільськогосподарський інститут імені О.Д. Цюрупи за спеціальністю «виноградарство і виноробство».
У 1950—1951 роках — асистент кафедри агрохімії Херсонського сільськогосподарського інституту імені О.Д. Цюрупи.
У 1951—1954 роках — заступник завідувача, завідувач сільськогосподарського відділу Херсонського обласного комітету КПУ.
У вересні 1954 — травні 1961 року — секретар Херсонського обласного комітету КПУ з питань сільського господарства.
Із 16 червня 1961 року — начальник Херсонського обласного управління радгоспів.
У січні 1963 — грудні 1964 року — 1-й заступник голови виконавчого комітету Херсонської сільської обласної ради депутатів трудящих — начальник Херсонського обласного управління виробництва і заготівель сільськогосподарських продуктів.
У грудні 1964 — 1968 року — 1-й заступник голови виконавчого комітету Херсонської обласної ради депутатів трудящих.
У 1968—1980 роках — ректор Херсонського сільськогосподарського інституту імені О.Д. Цюрупи. Одночасно працював доцентом кафедри економіки й організації соціалістичних сільськогосподарських підприємств.
З 1980 року — персональний пенсіонер.

## Звання
- сержант
- майор

## Нагороди
- орден Леніна (26.02.1958)
- орден Червоного Прапора (15.03.1944)
- два ордени Вітчизняної війни ІІ ст. (16.09.1943, 23.12.1985)
- орден Червоної Зірки (24.05.1943)
- ордени
- медаль «За оборону Кавказу»
- медаль «За перемогу над Німеччиною у Великій Вітчизняній війні 1941—1945 рр.» (1945)
- медалі

## Вибрані праці
- Беньковский, Борис Федорович Денежная оплата труда в колхозах и ее экономическая эффективность [Текст : (На примере колхозов Херсонской обл.) : Автореферат дис. на соискание учен. степени канд. экон. наук]